# Durbion
Pour les articles homonymes, voir Durbion (homonymie).
Le Durbion est une rivière française du sud de la Lorraine dont le cours est entièrement inclus dans le département des Vosges. C'est un affluent de la Moselle en rive droite, donc un sous-affluent du Rhin.

## Géographie

Eaux et Forêts de Méménil, Source du Durbion.

De 35,1 km de longueur, le Durbion naît dans la forêt de Faîte, au rocher d'Aurichapelle, sur le territoire de la commune de Méménil, et se dirige d'abord vers le nord. Arrivé au niveau de la localité de Gugnécourt, il change d'orientation et adopte la direction de l'ouest puis du nord-ouest, direction qu'il maintient en règle générale jusqu'à la fin de son parcours. 
Il se jette dans la Moselle à la limite entre les communes de Vaxoncourt et de Châtel-sur-Moselle, cette dernière petite ville se situant à une quinzaine de kilomètres au nord-ouest (en aval) d'Épinal.
On retrouve son nom, associé à ceux de l'Arentèle et du Padozel (tous deux affluents de la Mortagne), dans la dénomination de la communauté de communes de l'Arentèle-Durbion-Padozel.

### Communes et cantons traversés
Le Durbion traverse ou longe les douze communes suivantes, toutes situées dans le département des Vosges (d'amont en aval) : 
- Méménil, Viménil, Gugnécourt, Girecourt-sur-Durbion, Dompierre, Sercœur, Villoncourt, Bayecourt, Domèvre-sur-Durbion, Pallegney, Vaxoncourt et Châtel-sur-Moselle.

Soit en termes de cantons, le Durbion prend source dans le canton de Bruyères, et traverse le canton de Golbey et conflue dans le canton de Charmes dans l'arrondissement d'Épinal.

## Hydronymie
Attesté sous la forme Vadium Delbionis fluvii au XIIe siècle, Turbion en 1388, Drebion en 1424, de Durbion en 1494.
Peut-être du latin diluvio(n) « inondation, débordement » ; attraction de mots français comme « turbulent », de dubro « eau courante ».

### Toponymie
Le Durbion a donné son nom à deux communes : Girecourt-sur-Durbion, Domèvre-sur-Durbion.

### Bassin versant
Le Durbion traverse six zones hydrographiques A450, A451, A452, A453, A454, A455, pour une superficie totale de 146 km2. Ca bassin versant est constitué à 52,41 % de « territoires agricoles », à 45,54 % de « forêts et milieux semi-naturels », à 52,41 % de « territoires artificialisés ». 

## Affluents
Le Durbion a sept affluents référencés. Ses principaux affluents sont :
- le Ru de Fontenay de rang de Strahler trois ;
- l'Abîme de rang de Strahler deux ;
- l'Onzaine de rang de Strahler trois.

Donc son rang de Strahler est de quatre.

## Hydrologie
Comme la plupart des autres cours d'eau du sud du plateau lorrain, le Durbion est une rivière assez abondante. 

### Le Durbion à Vaxoncourt
Son débit a été observé depuis le 1er novembre 1969 , mais arrêtée le 1er janvier 1990 , à Vaxoncourt, à 285 m d'altitude, localité située au niveau de son confluent avec la Moselle . Le bassin versant de la rivière y est de 145 km2 ce qui représente sa quasi-totalité.
Le module de la rivière à Vaxoncourt est de 1,93 m3/s. 
Le Durbion présente des fluctuations saisonnières de débit assez marquées. Les hautes eaux ont lieu en hiver et se caractérisent par des débits mensuels moyens allant de 2,52 à 3,22 m3/s, de décembre à mars inclus (avec un maximum en décembre). Dès fin mars le débit diminue progressivement pour aboutir à la période des basses eaux qui se déroule de juillet à septembre, avec une baisse du débit moyen mensuel allant jusqu'à 0,653 m3 au mois d'août, ce qui reste assez consistant pour un cours d'eau de cette taille. Cependant les fluctuations de débit peuvent être plus importantes d'après les années et sur des périodes plus courtes. 

### Étiage ou basses eaux
À l'étiage le VCN3 peut chuter jusque 0,160 m3, en cas de période quinquennale sèche, soit 160 litres par seconde, ce qui est assez bas, mais plutôt normal comparé à la moyenne des cours d'eau du plateau lorrain. 

### Crues
Les crues peuvent être très importantes, compte tenu de l'exiguïté du bassin versant. Les QIX 2 et QIX 5 valent respectivement 31 et 43 m3/s. Le QIX 10 est de 52 m3/s, le QIX 20 de 60 m3, tandis que le QIX 50 n'a pas été calculé faute de durée d'observation suffisante. 
Le débit instantané maximal enregistré à Vaxoncourt durant cette période, a été de 74,4 m3/s le 9 avril 1983, tandis que le débit journalier maximal enregistré était de 60,5 m3/s le 17 décembre 1982. En comparant la première de ces valeurs à l'échelle des QIX de la rivière, il apparaît que cette crue était d'ordre vicennal, et donc destinée à se reproduire tous les 20 ans en moyenne.
Il peut être intéressant de comparer les QIX 2, QIX 10 et QIX 20 du Durbion à ceux de l'Yvette, affluent de la rive gauche de l'Orge, coulant en amont de Paris, possédant un bassin de 286 km2, donc deux fois plus vaste, et ayant produit quelques graves débordements ces dernières décennies. Alors que le QIX 2 du Durbion se monte à 31 m3/s, celui de l'Yvette en vaut 9,4. Quant au QIX 10, celui du Durbion étant de 52 m3/s, il est de 15 m3 pour l'Yvette. Enfin tandis que le QIX 20 du Durbion se monte à 60 m3/s, celui de l'Yvette n'atteint que 17 m3/s. On doit en conclure que les crues du Durbion sont proportionnellement plus de six fois plus importantes que celles de l'Yvette, rivière présentant cependant des risques sérieux. 

### Lame d'eau et débit spécifique
Au total, le Durbion est une rivière assez abondante. La lame d'eau écoulée dans son bassin versant est de 421 millimètres annuellement, ce qui est nettement supérieur à la moyenne française tous bassins confondus (320 millimètres par an), mais légèrement inférieur à la totalité du bassin de la Moselle (445 millimètres par an à Hauconcourt en aval de Metz). Le débit spécifique (ou Qsp) de la rivière atteint 13,3 litres par seconde et par kilomètre carré de bassin.

## Qualité de l'eau
Alors qu'en 2004 et 2005, la qualité de l'eau du Durbion était qualifiée de « bonne », la situation s'est largement dégradée par après, si bien qu'en 2006, l'Agence de l'Eau Rhin-Meuse attribuait à l'eau de la rivière, analysée au niveau de Vaxoncourt, la qualité de « mauvaise » (catégorie 3) . La raison en est une demande chimique en oxygène (DCO) en très forte augmentation (passage brusque de 24 à 67 mg/litre de 2005 à 2006), niveau lui aussi qualifié de « mauvais ». À noter que le taux de saturation en oxygène atteignait encore le chiffre « passable » de 67 % en 2006, et correspondait à 6,2 milligrammes par litre, ce qui est considéré comme « bon », tandis que la teneur en ion ammonium ou NH4+ se situait au bon niveau de 0,11 mg/litre. L'objectif de qualité reste bien sûr « qualité bonne ».

## Pêche
Le Durbion est classé cours d'eau de première catégorie en amont de son confluent avec l'Abîme à Dompierre, l'Abîme étant classé de la même manière sur toute la longueur de son parcours. En aval de ce confluent, la rivière est un cours d'eau de deuxième catégorie. 

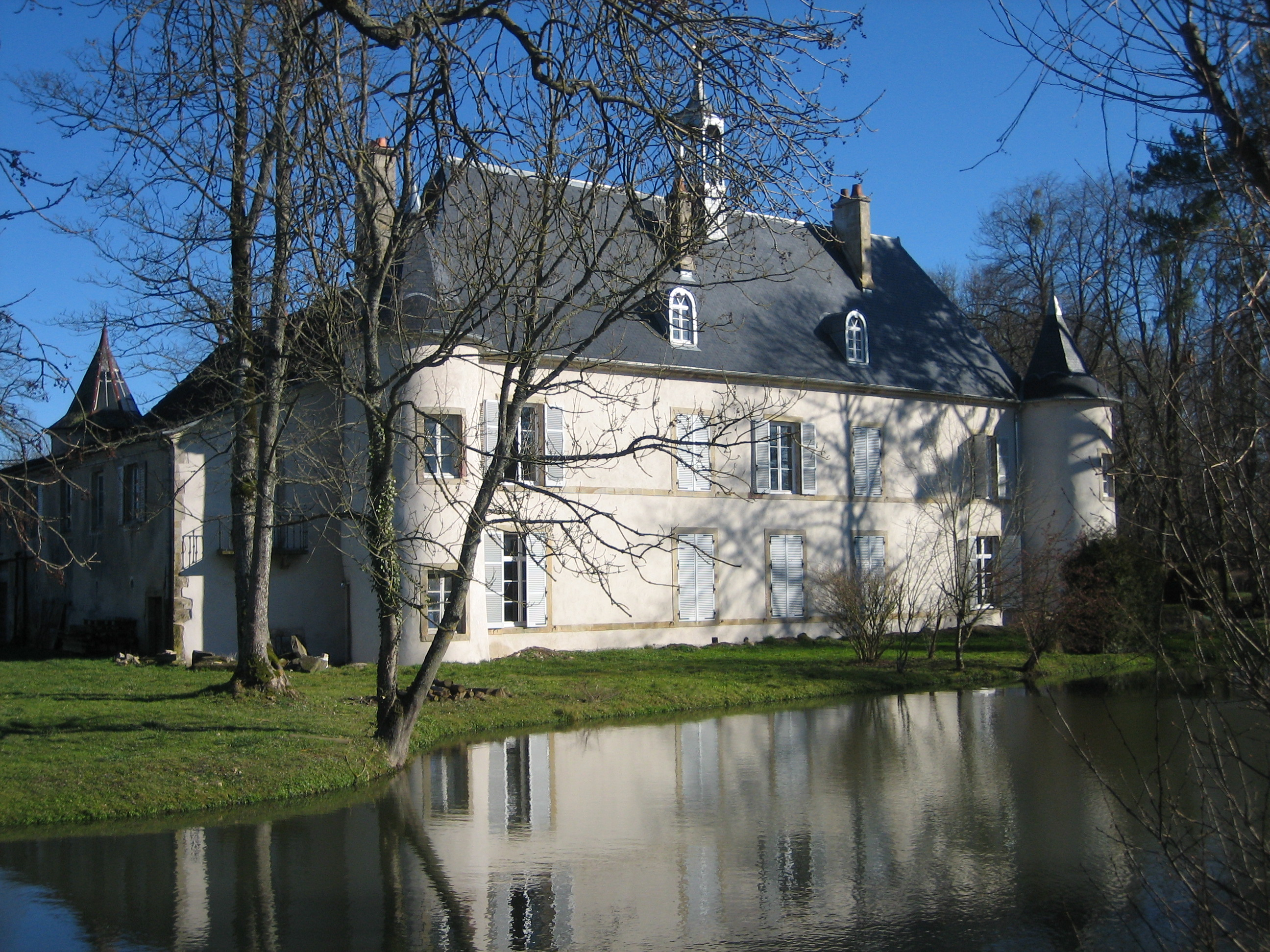
Girecourt-sur-Durbion : le château.

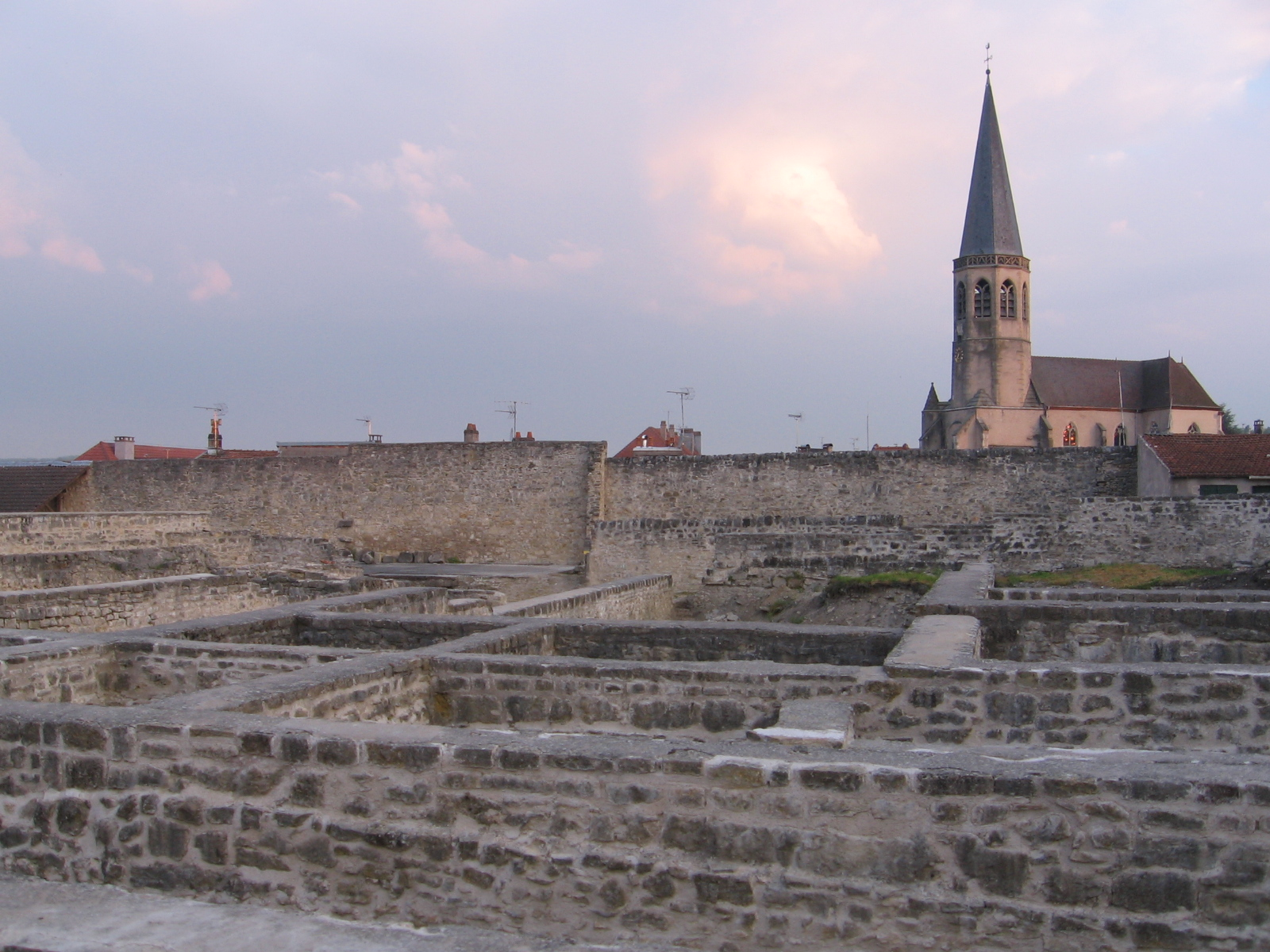
Châtel-sur-Moselle : église Saint-Laurent vue depuis la forteresse.

## Patrimoine - Curiosités - Tourisme
Le bassin du Durbion, peu peuplé, est en grande partie recouvert de superbes forêts. Partout le paysage est verdoyant, et parcouru de ruisseaux aux eaux claires. L'ensemble comblera les amateurs d'air pur, de calme et de repos. La chasse et la pêche se pratiquent un peu partout.
- Girecourt-sur-Durbion : Château du XVIe siècle (inscrit Monument Historique). Dans l'église du XIXe siècle se trouve une « Déposition de Croix » de Jean Girardet. Forêt de chênes et de hêtres. Chasse.

- Dompierre : Vestiges romains. Moulin à eau. Église Saint-Laurent avec clocher roman du XIe siècle. Pêche dans le Durbion et l'Abîme. Chasse.

- Châtel-sur-Moselle : Ancienne ville fortifiée. Vestiges de remparts. Un des plus grands châteaux forts d'Europe construit du XIe au XVe siècle, sur une superficie de cinq hectares, avec salles et galeries souterraines (inscrit Monument Historique). En cours de restauration depuis 1972. Église Saint-Laurent du XVe avec Pieta en pierre du XVIe (Monument Historique). Ancien monastère Notre-Dame (inscrit Monument Historique) converti en musée. Port sur le canal de l'Est. Bois et forêts.